# The Corporation (catch)
Pour le film de 2003, voir The Corporation.
Palmarès
Accomplissements
The Corporation était un clan de catcheurs heel formé à la fin des années 1990 à la World Wrestling Federation (WWF). Mené par le président de la fédération Vince McMahon.

## Histoire
Le groupe était créé et mené par le Président de la WWF  Vince McMahon pour garantir la sécurité et le contrôle de la WWF et « écraser les rebelles » qui déboulaient sur le terrain de la WWF (comme DX, Mankind et Steve Austin).
La Corporation était formée le 15 novembre 1998 quand Shane et Vince McMahon réconciliés, joignaient leurs forces avec The Rock, qui était la principale star de la Corporation, remportant le WWF Championship trois fois en tant que membre du clan.
Les membres de la Corporation commençaient à diminuer tout au long de l'année 1999, avec Mankind, Ken Shamrock, Big Show et Test qui formaient The Union en opposition aux membres actuels. The Rock les quittaient après une défaite face à Stone Cold Steve Austin à WrestleMania XV et Backlash, Triple H prenant sa place (et se retournant par ce fait contre X Pac).
Vince McMahon s'alliait ensuite avec le Ministry of Darkness de l'Undertaker pour former le Corporate Ministry. Le Corporate Ministry s'est battu contre Austin, The Rock et Mankind en 1999. Après la blessure de l'Undertaker, la Corporation s'alliait avec d'autres heels, la D-Generation X à WrestleMania 2000, créant ainsi la Corporate DX.

## Membres
| Identité         | Période                               | Rôle                        | Palmarès |
| Mr. McMahon      | 16 novembre 1998 - 12 avril 1999      | 1er leader                  | WON Best Booker (1998, 1999) PWI Feud of the Year (1998, 1999) WON Feud of the Year (1998, 1999) WON Promoter of the Year (1998, 1999) Vainqueur du Royal Rumble 1999 WON Best Non-Wrestler (1999)       |
| Sgt. Slaughter   | 16 novembre 1998 - 14 décembre 1998   |                             | |
| Pat Patterson    | 16 novembre 1998 - 12 avril 1999      |                             | |
| Gerald Brisco    | 16 novembre 1998 - 12 avril 1999      |                             | |
| The Big Boss Man | 16 novembre 1998 - Corporate Ministry |                             | WWF Hardcore Champion WWF Tag Team Champion |
| Shane McMahon    | 16 novembre 1998 - Corporate Ministry | 2e leader                   | WWF European Champion PWI Rookie of the Year 1999 |
| The Rock         | 16 novembre 1998 - 26 avril 1999      |                             | Triple WWF Champion WON Most Improved (1998) PWI Match of the Year (1999) PWI Most Popular Wrestler of the Year (1999) WON Best Gimmick (1999) WON Best on Interviews (1999) WON Most Charismatic (1999) |
| Ken Shamrock     | 16 novembre 1998 - 12 avril 1999      |                             | WWF Intercontinental Champion WWF Tag Team Champion |
| Shawn Michaels   | 23 novembre 1998 - 28 décembre 1998   |                             | WWF Commissionner |
| Test             | 14 décembre 1998 - 26 avril 1999      |                             | |
| Kane             | 21 décembre 1998 - 28 mars 1999       |                             | |
| Chyna            | 25 janvier 1999 - Corporate Ministry  |                             | |
| Big Show         | 14 février 1999 - 28 mars 1999        |                             | |
| Triple H         | 28 mars 1999 - Corporate Ministry     |                             | |
| Pete Gas         | 12 avril 1999 - Corporate Ministry    | Membre de Mean Street Posse | |
| Rodney           | 12 avril 1999 - Corporate Ministry    | Membre de Mean Street Posse | |

## Accomplissements
- WWF Championship - The Rock (3)
- WWF Intercontinental Championship - Ken Shamrock
- WWF European Championship - Shane McMahon
- WWF Hardcore Championship - The Big Boss Man
- WWF Tag Team Championship - The Big Boss Man et Ken Shamrock

## Corporate Ministry
La Corporate Ministry était une combinaison de la Corporation de Shane McMahon (après que Vince était renvoyé du groupe) et du Ministry of Darkness de l'Undertaker. À l'origine, ils étaient menés par une force invisible supérieure qualifiée de "Force suprême", qui s'avérait être en fait Vince McMahon. Ils rivalisaient avec Steve Austin, The Rock, et The Union.

### Membres
| Identité         | Période                     | Rôle                                               | Palmarès                                                                           |
| Vince McMahon    | 7 juin 1999 – 2 août 1999   | Président Directeur Général de la WWF et Co-leader | PWI Feud of the Year, WON Best Booker, WON Best Non-Wrestler, WON Feud of the Year |
| Shane McMahon    | 29 avril 1999 – 2 août 1999 | Co-leader                                          | PWI Rookie of the Year                                                             |
| The Undertaker   | 29 avril 1999 – 2 août 1999 | Co-leader                                          | WWF Champion                                                                       |
| Paul Bearer      | 29 avril 1999 – 2 août 1999 | Manager                                            |                                                                                    |
| The Big Boss Man | 29 avril 1999 – 2 août 1999 |                                                    |                                                                                    |
| Triple H         | 29 avril 1999 – 2 août 1999 |                                                    |                                                                                    |
| Chyna            | 29 avril 1999 – 2 août 1999 |                                                    |                                                                                    |
| Bradshaw         | 29 avril 1999 – 2 août 1999 | Membre de The Acolytes                             | WWF Tag Team Champion                                                              |
| Faarooq          | 29 avril 1999 – 2 août 1999 | Membre de The Acolytes                             | WWF Tag Team Champion                                                              |
| Viscera          | 29 avril 1999 – 2 août 1999 |                                                    |                                                                                    |
| Mideon           | 29 avril 1999 – 2 août 1999 |                                                    | WWF European Champion                                                              |
| Pete Gas         | 29 avril 1999 – 2 août 1999 |                                                    |                                                                                    |
| Rodney           | 29 avril 1999 – 2 août 1999 |                                                    |                                                                                    |

### Accomplissements
- WWF Championship - The Undertaker
- WWF European Championship - Mideon
- WWF Tag Team Championship - The Acolytes

## The Union
The Union  (aka U.P.Y.O.U.R.S.: Union of People You OUghta Respect, Son) était un clan fait de catcheurs qui étaient ensemble parce qu'ils se sentaient arnaqués par la  Corporation. Ces catcheurs incluaient d'anciens membres de la Corporation, Mankind, Ken Shamrock, Big Show et Test. Vince McMahon, qui a été mis en dehors de la Corporation, menait brièvement l'Union dans la bataille avec la Corporation, jusqu'à ce qu'il soit finalement révélé comme étant la « Force suprême » du  Corporate Ministry. The Rock, lui-même un ancien membre de la Corporation, était un membre associé, mais n'a jamais été avec eux à cause de sa gimmick de « ranger solitaire ». C'était pareil pour Steve Austin, qui était la star la plus importante et un héros anti WWF à cette époque.
Le clan était dissous quand Mankind devenait blessé.
Par la suite Mankind revenait à l'été 1999 de sa blessure et remporte à nouveau le titre de la WWF pour perdre le lendemain face à Triple H, tandis que Shamrock feud avec Vince Mcmahon, Jeff Jarrett, Steve Blackman et Chris Jericho avant de quitter la WWF, Big Show s'allie avec Undertaker pour le WWF Tag Team Championship et Test feud avec Shane pour avoir Stephanie McMahon à ses côtés à Summerslam.